# Buncombe (Illinois)
Buncombe es una villa ubicada en el condado de Johnson en el estado estadounidense de Illinois. En el Censo de 2010 tenía una población de 203 habitantes y una densidad poblacional de 65,32 personas por km².

## Geografía
Buncombe se encuentra ubicada en las coordenadas 37°28′16″N 88°58′29″O / 37.47111, -88.97472. Según la Oficina del Censo de los Estados Unidos, Buncombe tiene una superficie total de ,.11 km², de la cual 3,07 km² corresponden a tierra firme y (1,08%) 0,03 km² es agua.

## Demografía
Según el censo de 2010, había 203 personas residiendo en Buncombe. La densidad de población era de 65,32 hab./km². De los 203 habitantes, Buncombe estaba compuesto por el 98,03% blancos, el 0% eran afroamericanos, el 0% eran amerindios, el 0% eran asiáticos, el 0% eran isleños del Pacífico, el 1,48% eran de otras razas y el 0,49% pertenecían a dos o más razas. Del total de la población el 3,94% eran hispanos o latinos de cualquier raza.